# Rhamnaceae
Las ramnáceas (Rhamnaceae) son una familia de plantas dicotiledóneas perteneciente al  orden de las rosales. 

## Descripción
Se trata de árboles o arbustos, a veces trepadores con espinas, y matas. Hojas simples con frecuencia alternas, a veces opuestas, con estípulas caducas o transformadas en espinas; flores inconspicuas, hermafroditas o unisexuales (plantas dioicas o poliginas), pentámeras o tetrámeras, diclamideas o monoclamideas, de ovario súpero o ínfero, con un óvulo por lóculo. Inflorescencias en racimos o glomérulos. Frutos generalmente en drupa o secos. Unas 6000 especies cosmopolitas la mayoría de países cálidos y templados, algunos con aplicaciones medicinales.

## Géneros
- Tribu Ampelozizipheae
  - Ampelozizyphus

- Tribu Bathiorhamneae
  - Bathiorhamnus

- Tribu Colletieae
  - Adolphia Meisn.
  - Colletia Comm. ex Juss.
  - Discaria Hook.
  - Kentrothamnus Suess. & Overkott
  - Ochetophila Poepp. ex Reissek
  - Retanilla (DC.) Brongn.
  - Trevoa Miers ex Hook.

- Tribu Doerpfeldieae
  - Doerpfeldia

- Tribu Gouanieae
  - Alvimiantha
  - Crumenaria
  - Gouania
  - Helinus
  - Johnstonia
  - Reissekia

- Tribu Maesopsideae
  - Maesopsis

- Tribu Paliurieae
  - Hovenia – Árbol de pasas
  - Paliurus
  - Zizyphus

- Tribu Phyliceae
  - Nesiota†
  - Noltea
  - Phylica

- Tribu Pomaderreae
  - Blackallia
  - Cryptandra
  - Pomaderris
  - Siegfriedia
  - Spyridium
  - Stenanthemum
  - Trymalium

- Tribu Rhamneae
  - Auerodendron
  - Berchemia
  - Berchemiella
  - Chaydaia
  - Condalia
  - Frangula
  - Karwinskia
  - Krugiodendron
  - Reynosia
  - Rhamnella
  - Rhamnus
  - Sageretia
  - Scutia

- Tribu Ventilagineae
  - Smythea
  - Ventilago

Incertae sedis
- Alphitonia
- Ceanothus
- Colubrina
- Emmenosperma
- Lasiodiscus
- Schistocarpaea
- Talguenea
- Araracuara